# Traminda rufistrigula
Traminda rufistrigula är en fjärilsart som beskrevs av Louis Beethoven Prout 1933. Traminda rufistrigula ingår i släktet Traminda och familjen mätare. Inga underarter finns listade i Catalogue of Life.